# Nielles-lès-Calais
 Nielles-lès-Calais  es una comuna y población de Francia, en la región de Norte-Paso de Calais, departamento de Paso de Calais, en el distrito de Calais y cantón de Calais Noroeste.
Su población en el censo de 1999 era de 206 habitantes.
Está integrada en la Communauté de communes du Sud-Ouest du Calaisis.

## Demografía
| 132 | 119 | 111 | 161 | 175 | 206 |
| Para los censos de 1962 a 1999 la población legal corresponde a la población sin duplicidades (Fuente: INSEE [Consultar]) |     |     |     |     |     |